# ディーン (ボスニア・ヘルツェゴビナの歌手)
ディーン（Deen）、本名:フアド・バツコヴィッチ（ボスニア語: Fuad Backović、1982年4月12日 - ）は、ボスニア・ヘルツェゴビナ出身の歌手である。

## 来歴
マランゴーニ学院にてファッション・ビジネスを学び、卒業した。
1997年にボスニアのボーイ・バンド、「Seven Up」のリードシンガーとなる。バンドは『Otvori oči』、『Seven』の2枚のアルバムを発売し、ボスニア・ヘルツェゴビナおよび周辺諸国（セルビア、クロアチア、モンテネグロ）で商業的成功を収める。
また、ボスニア・ヘルツェゴビナ国立劇場にてカール・オルフのカルミナ・ブラーナの公演をした際、バツコヴィッチはオペラ・コーラスの歌手を務めた。

### ユーロビジョン・ソング・コンテスト2004
2004年、ユーロビジョン・ソング・コンテスト・ボスニア・ヘルツェゴビナ代表に選出され、トルコで開催されたユーロビジョン・ソング・コンテスト2004で同国代表を務めた。同大会では「 In the Disco」を歌って決勝9位となり、翌年大会におけるボスニア・ヘルツェゴビナのシード権獲得に寄与した。

### ユーロビジョン・ソング・コンテスト2016
2015年、バツコヴィッチは、ダラル・ミドハト＝タラキッチ、アナ・ルツネルとともに、翌年5月にスウェーデン・ストックホルムで開催されるユーロビジョン・ソング・コンテスト2016のボスニア・ヘルツェゴビナ代表となることが発表された。